# 프로그래머는 왜 심리문제에 골몰하는가
<메타인지 향상을 위한 프로그래밍 심리학>이라는 부제로 2021년 10월 25일 출판된 책이다. 저자는 한서대학교 이재용 교수이며 출판사는 스포트라이트북스이다. 제럴드 마빈 와인버그(Gerald Marvin Weinberg)가 1971년 <프로그래밍 심리학>이라는 도서를 출판한 이후에 IT엔지니어가 프로그래밍 심리학을 표준화 방식으로 활용할 수 있도록 제시한 첫번째 책이다. 이 책은 이재용 교수가 수행한 연구와 1960-70년대의 전통적인 연구, 2000년 이후에 급격히 늘어난 PPIG와 VL/HCC에서의 연구결과를 묶고 기타 다양한 접근들을 통합하였다. 과거의 경험주의 색체를 벗어나 구조적이고 체계화된 프로그래밍 심리학을 제시하고 있다. 저자는 IT엔지니어의 어려움을 해결하는 방법으로 최근 심리학에서 활용되는 주요 개념인 메타인지를 중요하게 다루었다. 메타인지 능력을 향상시키는 것을 하나의 축으로 IT엔지니어가 직면하는 문제를 해결하기 위한 문제 접근 및 해결 방안을 제시하였다. 주니어 프로그래머, 시니어 프로그래머, 소프트웨어 분석가, 개발자, 프로젝트 매니저, CIO들이 소프트웨어 제작 과정과 업무 수행에서 활용할 수 있는 방법들이 제시되어 SW·AI 기업에서 바로 활용할 수 있다. 사전조치나 사후의 문제 해결 보다는 과정에 집중하는 방식을 적용할 수 있는 내용들이다. 이 방법들은 일반대학, 소프트웨어중심대학과 인공지능 대학원대학교, 기업의 프로그래밍 교육에도 직접 활용할 수 있다.    
이 책에서는 컴퓨터 발전 초기, 1960년대 이후의 관련 연구들을 계승하고 광범위하게 프로그래밍 심리학을 활용할 수 있도록 5가지 분야로 구분하여 기술하였다.   
1. 프로그래밍 성격 심리
2. 프로그래밍 사회 심리
3. 프로그래밍 인지 심리
4. 프로그래밍 인지 응용 심리
5. 프로그래밍 학습 심리

프로그래밍 성격 심리에서는 프로그래머 성격과 소프트웨어 개발 과정을 연결하여 과제를 수행하고 프로그래머 개인의 자기 개발을 도울 수 있는 5가지 검사 도구 중 IT엔지니어가 이해할 수 있는 2개의 비 진단 검사 도구(MBTI, 그릿)와 그 활용성을 소개하였다. 더불어 IT 리더들의 성격을 분석함으로써 프로그래머들이 자신의 성격유형으로 어떠한 발전을 이루는 것이 좋을 지에 대한 통찰을 제시하였다.
프로그래밍 사회 심리에서는 프로그래머가 경험하는 사회문제를 욕구위계이론과 연결하여 다양하게 설명하고, 소셜미디어의 개발 방법과 연결시켰다. 뿐만 아니라 각 성격의 특성에 적절한 소프트웨어 사이클과 연결하여 팀 빌딩을 하는 방법에 대한 기술하여 기업에서 활용할 수 있는 방법을 제시하였다.
프로그래밍 학습 심리에서는 주니어 프로그래머와 시니어 프로그래머 각각의 위치에서 적합한 학습 과정을 설명하고, 인지과정에서 벌어지는 절차를 설명하였다. 
프로그래밍 인지 심리에서는 단순한 계산기, 튜링 머신, 인공지능 칩, 양자 컴퓨터의 발전 과정을 1960년대에 인공두뇌학회가 추구했던 방법론으로 설명함으로써 특이점으로 가는 과정을 설명하는 이론적 개념을 제시하였다.
프로그래밍 인지 응용심리에서는 인간의 정보의 측정과 구현의 과정이 어떻게 발전하였는지를 설명하고 관련 연구의 방법을 제시하였다.

저자는 이 책에서 프로그래머에게 가해지는 갑질의 문제를 인간에 대한 이해 부족과 소통의 문제로 진단하고 프로그래밍 심리학을 효과적으로 적용할 수 있는<프로그래밍 심리 역량 개발 센터>를 기업마다 운영하여 이러한 문제에 대응해야 한다고 주장한다.